# Raffaele Biancolino
Raffaele Biancolino (Napoli, 14 agosto 1977) è un allenatore di calcio ed ex calciatore italiano, di ruolo attaccante, tecnico dell'Avellino.
Soprannominato Pitone, ha collezionato 112 presenze in Serie B con Ancona, Avellino, Venezia e Messina, realizzando 24 reti.

## Carriera

### Calciatore
Dopo diverse esperienze con varie squadre di Serie D e Serie C, la sua carriera ha una svolta quando nel 2003 passa all'Avellino contribuendo a quattro promozioni in Serie B degli irpini; in quella del 2005 segna il primo dei due gol decisivi nella finale play-off contro il Napoli, la squadra della sua città. Oltre che con la compagine biancoverde gioca in Serie B anche con l'Ancona, il Venezia e il Messina e poi in Lega Pro Prima Divisione con la Juve Stabia.
Torna al gol con la maglia dei lupi il 9 settembre 2012, realizzando un rigore decisivo a Carrara nella seconda giornata di campionato anche se, molto probabilmente, il gol più pesante in quella stagione lo sigla nel derby di ritorno al Partenio-Lombardi contro la Nocerina, consentendo all'Avellino di vincere la partita. È il secondo miglior marcatore di sempre dell'Avellino, con 52 reti segnate (alle spalle di Luigi Castaldo) tra il 2003, 2007 e il 2013.
Durante la partita disputata dal Cosenza in casa del Foggia, Biancolino si rende protagonista di un gesto antisportivo che fa molto irritare Zdeněk Zeman, allenatore dei rossoneri: sottraendo il pallone al portiere avversario con le mani, l'attaccante segna un gol decisivo, approfittando del fatto che l'arbitro fosse girato.
Svincolatosi dall'Avellino al termine della stagione 2013-2014, il 4 agosto 2014 viene ingaggiato dal Barletta, militante in Lega Pro.
Dopo un anno di inattività, nella stagione 2016-2017 è in Eccellenza alla Virtus Volla. A distanza di tre anni dall'ultima esperienza da calciatore, e dopo una breve parentesi come allenatore del Carotenuto, accetta la proposta del Città di Avellino Eclanese, squadra di Eccellenza campana.

### Dirigente
Nella stagione 2017-2018 assume il ruolo di dirigente accompagnatore dell'Avellino.

### Allenatore
Nella stagione 2019-2020, una volta ottenuta la licenza UEFA B, gli viene offerto il posto di allenatore della locale squadra di Mugnano del Cardinale, la U.S.G. Carotenuto, militante nel campionato di Promozione. Il 2 settembre si lega quindi alla società irpina.
Il 19 aprile 2021 subentra a Franco Iannuzzo alla guida del Città di Avellino, militante in Eccellenza Campana. Dopo solo un mese, dopo la sconfitta con la Mariglianese, seconda in classifica, viene esonerato.
Nella stagione 2021-2022 assume il ruolo di allenatore in seconda della formazione Primavera dell'Avellino, per poi essere promosso nella stagione successiva.
Il 17 ottobre 2022 viene nominato tecnico ad interim dell'Avellino, al posto dell'esonerato Roberto Taurino. Il 20 ottobre seguente, dopo la sconfitta per 2-0 con la Viterbese e la nomina di Massimo Rastelli come tecnico dell'Avellino, torna ad allenare la formazione Primavera.
Nel gennaio del 2023 consegue la qualifica da allenatore UEFA A a Coverciano, che consente di allenare tutte le selezioni giovanili e le squadre femminili, le prime squadre fino alla Serie C, oltre a poter essere tesserato come allenatore in seconda sia in Serie B che in Serie A.
Il 22 settembre 2024 viene nominato nuovamente tecnico ad interim dell'Avellino, al posto dell'esonerato Michele Pazienza. Dopo 4 punti ottenuti nelle prime 2 partite, la società biancoverde decide di confermarlo per il resto della stagione. Il 16 dicembre successivo rinnova il contratto con i lupi fino al 2026. Il 19 aprile 2025 vince il Campionato di Serie C, riportando così l'Avellino in Serie B dopo sette anni. Il 7 luglio 2025 rinnova per tre anni il proprio contratto con i biancoverdi.

## Statistiche

### Presenze e reti nei club
| Stagione        | Squadra         | Campionato      | Campionato | Campionato | Coppe nazionali | Coppe nazionali | Coppe nazionali | Coppe continentali | Coppe continentali | Coppe continentali | Altre coppe | Altre coppe | Altre coppe | Totale | Totale |
| Stagione        | Squadra         | Comp            | Pres       | Reti       | Comp            | Pres            | Reti            | Comp               | Pres               | Reti               | Comp        | Pres        | Reti        | Pres   | Reti   |
| --------------- | --------------- | --------------- | ---------- | ---------- | --------------- | --------------- | --------------- | ------------------ | ------------------ | ------------------ | ----------- | ----------- | ----------- | ------ | ------ |
| 1995-1996       | Giugliano       | CND             | 20         | 1          | -               | -               | -               | -                  | -                  | -                  | -           | -           | -           | 20     | 1      |
| 1996-1997       | Leffe           | C2              | 16         | 6          | CI-C            | 0               | 0               | -                  | -                  | -                  | -           | -           | -           | 16     | 6      |
| 1997-1998       | Leffe           | C2              | 16         | 0          | CI-C            | 0               | 0               | -                  | -                  | -                  | -           | -           | -           | 16     | 0      |
| Totale Leffe    | Totale Leffe    | Totale Leffe    | 32         | 6          |                 | 0               | 0               |                    | -                  | -                  |             | -           | -           | 32     | 6      |
| 1998-1999       | Anagni          | CND             | 27         | 13         | -               | -               | -               | -                  | -                  | -                  | -           | -           | -           | 27     | 13     |
| 1999-2000       | Angolana        | CND             | 30         | 19         | -               | -               | -               | -                  | -                  | -                  | -           | -           | -           | 30     | 19     |
| set.-ott. 2000  | Ancona          | B               | 3          | 0          | CI              | 0               | 0               | -                  | -                  | -                  | -           | -           | -           | 3      | 0      |
| ago.-set. 2001  | Taranto         | C1              | 2          | 1          | CI-C            | 1               | 0               | -                  | -                  | -                  | -           | -           | -           | 3      | 1      |
| set. 2001-2002  | Chieti          | C1              | 26         | 7          | CI-C            | 2               | 0               | -                  | -                  | -                  | -           | -           | -           | 28     | 7      |
| 2002-gen. 2003  | Chieti          | C1              | 20         | 8          | CI-C            | 1               | 1               | -                  | -                  | -                  | -           | -           | -           | 21     | 9      |
| Totale Chieti   | Totale Chieti   | Totale Chieti   | 46         | 15         |                 | 3               | 1               |                    | -                  | -                  |             | -           | -           | 49     | 16     |
| gen.-giu. 2003  | Avellino        | C1              | 13         | 7          | CI-C            | -               | -               | -                  | -                  | -                  | SL-C1       | 1           | 0           | 14     | 7      |
| 2003-gen. 2004  | Avellino        | B               | 5          | 0          | CI              | 1               | 0               | -                  | -                  | -                  | -           | -           | -           | 6      | 0      |
| gen.-giu. 2004  | Venezia         | B               | 23+2       | 6+1        | CI              | -               | -               | -                  | -                  | -                  | -           | -           | -           | 25     | 7      |
| 2004-gen. 2005  | Venezia         | B               | 13         | 2          | CI              | 0               | 0               | -                  | -                  | -                  | -           | -           | -           | 13     | 2      |
| Totale Venezia  | Totale Venezia  | Totale Venezia  | 36+2       | 8+1        |                 | 0               | 0               |                    | -                  | -                  |             | -           | -           | 38     | 9      |
| gen.-giu. 2005  | Avellino        | C1              | 13+3       | 5+3        | CI+CI-C         | 0               | 0               | -                  | -                  | -                  | -           | -           | -           | 16     | 8      |
| 2005-2006       | Avellino        | B               | 26         | 6          | CI              | 0               | 0               | -                  | -                  | -                  | -           | -           | -           | 26     | 6      |
| 2006-2007       | Avellino        | C1              | 26+3       | 24+1       | CI+CI-C         | 0               | 0               | -                  | -                  | -                  | -           | -           | -           | 29     | 25     |
| 2007-2008       | Messina         | B               | 30         | 10         | CI              | 0               | 0               | -                  | -                  | -                  | -           | -           | -           | 30     | 10     |
| 2008-2009       | Juve Stabia     | 1D              | 20         | 8          | CI-LP           | 0               | 0               | -                  | -                  | -                  | -           | -           | -           | 20     | 8      |
| 2009-2010       | Cosenza         | 1D              | 25         | 11         | CI+CI-LP        | 0+1             | 0               | -                  | -                  | -                  | -           | -           | -           | 26     | 11     |
| 2010-2011       | Cosenza         | 1D              | 27         | 9          | CI+CI-LP        | 2+2             | 1+2             | -                  | -                  | -                  | -           | -           | -           | 31     | 12     |
| Totale Cosenza  | Totale Cosenza  | Totale Cosenza  | 52         | 20         |                 | 5               | 3               |                    | -                  | -                  | -           | -           | -           | 57     | 23     |
| 2011-2012       | Salerno         | D               | 28         | 20         | CI-D            | 0               | 0               | -                  | -                  | -                  | -           | -           | -           | 28     | 20     |
| 2012-2013       | Avellino        | 1D              | 26         | 10         | CI+CI-LP        | 2+2             | 0               | -                  | -                  | -                  | SL-PD       | 0           | 0           | 30     | 10     |
| 2013-2014       | Avellino        | B               | 12         | 0          | CI              | 0               | 0               | -                  | -                  | -                  | -           | -           | -           | 12     | 0      |
| Totale Avellino | Totale Avellino | Totale Avellino | 121+6      | 52+4       |                 | 5               | 0               |                    | -                  | -                  |             | 1           | 0           | 133    | 56     |
| 2014-2015       | Barletta        | LP              | 7          | 0          | CI-LP           | 2               | 1               | -                  | -                  | -                  | -           | -           | -           | 9      | 1      |
| Totale carriera | Totale carriera | Totale carriera | 454+8      | 173+1      |                 | 16              | 5               |                    | -                  | -                  |             | 1           | 0           | 479    | 179    |

### Statistiche da allenatore
Statistiche aggiornate al 10 maggio 2025. In grassetto le competizioni vinte.
| Stagione        | Squadra           | Campionato      | Campionato | Campionato | Campionato | Campionato | Coppe nazionali | Coppe nazionali | Coppe nazionali | Coppe nazionali | Coppe nazionali | Coppe continentali | Coppe continentali | Coppe continentali | Coppe continentali | Coppe continentali | Altre coppe | Altre coppe | Altre coppe | Altre coppe | Altre coppe | Totale | Totale | Totale | Totale | % Vittorie | Piazzamento      |
| Stagione        | Squadra           | Comp            | G          | V          | N          | P          | Comp            | G               | V               | N               | P               | Comp               | G                  | V                  | N                  | P                  | Comp        | G           | V           | N           | P           | G      | V      | N      | P      | %          | Piazzamento      |
| --------------- | ----------------- | --------------- | ---------- | ---------- | ---------- | ---------- | --------------- | --------------- | --------------- | --------------- | --------------- | ------------------ | ------------------ | ------------------ | ------------------ | ------------------ | ----------- | ----------- | ----------- | ----------- | ----------- | ------ | ------ | ------ | ------ | ---------- | ---------------- |
| set. 2019-2020  | Carotenuto        | Prom.           | 24         | 15         | 2          | 7          | CI-Prom.        | 1               | 1               | 0               | 0               | -                  | -                  | -                  | -                  | -                  | -           | -           | -           | -           | -           | 25     | 16     | 2      | 7      | 64,00      | Sub., 5º         |
| apr.-mag. 2021  | Città di Avellino | Ecc.            | 6          | 1          | 2          | 3          | -               | -               | -               | -               | -               | -                  | -                  | -                  | -                  | -                  | -           | -           | -           | -           | -           | 6      | 1      | 2      | 3      | 16,67      | Sub., Eson.      |
| ott. 2022       | Avellino          | C               | 1          | 0          | 0          | 1          | CI-C            | -               | -               | -               | -               | -                  | -                  | -                  | -                  | -                  | -           | -           | -           | -           | -           | 1      | 0      | 0      | 1      | &0,00      | Ad interim       |
| set. 2024-2025  | Avellino          | C               | 29         | 22         | 6          | 1          | CI+CI-C         | 0+2             | 0+1             | 0+0             | 0+1             | -                  | -                  | -                  | -                  | -                  | SC-C        | 2           | 0           | 1           | 1           | 33     | 23     | 7      | 3      | 69,70      | Sub., 1º (prom.) |
| 2025-2026       | Avellino          | B               | 0          | 0          | 0          | 0          | CI              | 1               | 0               | 0               | 1               | -                  | -                  | -                  | -                  | -                  | -           | -           | -           | -           | -           | 1      | 0      | 0      | 1      | &0,00      | in corso         |
| Totale Avellino | Totale Avellino   | Totale Avellino | 30         | 22         | 6          | 2          |                 | 3               | 1               | 0               | 2               |                    | -                  | -                  | -                  | -                  |             | 2           | 0           | 1           | 1           | 35     | 23     | 7      | 5      | 65,71      |                  |
| Totale carriera | Totale carriera   | Totale carriera | 60         | 38         | 10         | 12         |                 | 4               | 2               | 0               | 2               |                    | -                  | -                  | -                  | -                  |             | 2           | 0           | 1           | 1           | 66     | 40     | 11     | 15     | 60,61      |                  |

## Palmarès

### Giocatore

#### Club

##### Competizioni nazionali
- Lega Pro Prima Divisione: 2

Avellino: 2002-2003, 2012-2013
- Supercoppa di Lega di Prima Divisione: 1

Avellino: 2013

##### Competizioni interregionali
- Serie D: 1

Salerno: 2011-2012

### Allenatore

#### Club

##### Competizioni giovanili
- Campionato Primavera 3: 1

Avellino: 2023-2024 (girone B)

##### Competizioni nazionali
- Serie C: 1

Avellino: 2024-2025 (girone C)

## Il tentato omicida Gerardo Galluccio
Nel 2018, Biancolino fu testimone del tentato omicidio di Marzena Trznadel da parte del suo ex compagno, Gerardo Galluccio, che la stava prendendo a martellate sulla testa di fronte al negozio della moglie di Biancolino. Fu proprio l'ex calciatore a intervenire appena in tempo disarmando e bloccando il tentato omicida. Fu solo in seguito al video de Le Iene che Galluccio venne arrestato e successivamente condannato a 13 anni di carcere.